# Матюрен Жак Бріссон
Матюрен Жак Бріссон (фр. Mathurin Jacques Brisson, 30 квітня 1723 — 23 червня 1806) — французький натураліст і зоолог, член Французької академії наук. Його найвідоміші роботи: «Царство тварин» (Le Règne animal, 1756), «Орнітологія» (Ornithologie, 1760) і «Питома вага речовин» (Pesanteur Spécifique des Corps, 1787).